# Tomasz Wojdakowski
Tomasz Wojdakowski (ur. 25 lutego 1956 w Gdańsku, zm. 1 września 2015 w Bostonie) – polski działacz antykomunistyczny i polonijny w USA.

## Życiorys
Od 1970 współpracował z opozycją antykomunistyczną w Trójmieście. W latach 1977–1978 był kurierem KOR-u i NOW-ej (zachęcił go do tego Bogdan Borusewicz). Dostarczał wydawnictwa z Warszawy na Wybrzeże, a potem opracował system ich transportu pociągami bez konieczności konwojowania. Przewoził też środki finansowe dla osób represjonowanych przez komunistów z ramienia KOR. Rozrzucał ulotki i współorganizował uroczystości rocznicowe Grudnia 1970. Od 1978 do 1979 kolportował pod wiejskimi kościołami ulotki Komitetu Samoobrony Chłopskiej. Był też drukarzem i kolporterem wydawnictw. Wielokrotnie zatrzymywano go na 48 godzin. 2 listopada 1979 milicja zarejestrowała go do sprawy operacyjnego sprawdzenia o kryptonimie „Merkury”. Wiosną 1980 nakłaniano go do współpracy ze służbą bezpieczeństwa, czego odmówił, w związku z czym został zwolniony z pracy. 14 sierpnia 1980 kolportował na stacjach SKM ulotki nakłaniające do strajku w obronie szykanowanej Anny Walentynowicz. Od września 1980 do września 1981 pracował w drukarni Międzyzakładowego Komitetu Założycielskiego, a następnie w Zarządzie Regionu Gdańskiego „Solidarności” oraz Biurze Informacji i Propagandy Komisji Krajowej związku.
Internowano go 13 grudnia 1981, w dniu wprowadzenia przez komunistów stanu wojennego. Przebywał w obozie w Strzebielinku, skąd zwolniono go 6 lutego 1982. Był nadal represjonowany, w związku z czym latem 1983 wyjechał wraz z rodziną do Stanów Zjednoczonych i osiadł w Bostonie. Działał tam w środowisku polonijnym, organizował imprezy wspierające podziemną „Solidarność” i pełnił funkcję sekretarza polonijnego Towarzystwa Kulturalno-Społecznego. Współpracował też z „Radiem Wolna Europa”".
Pochowano go na cmentarzu Srebrzysko w Gdańsku.

## Odznaczenia
Odznaczono go:
- Krzyżem Kawalerskim Orderu Odrodzenia Polski (2012),
- Krzyżem Wolności i Solidarności (2018, pośmiertnie)[1].